# Lista masacrelor din Uniunea Sovietică

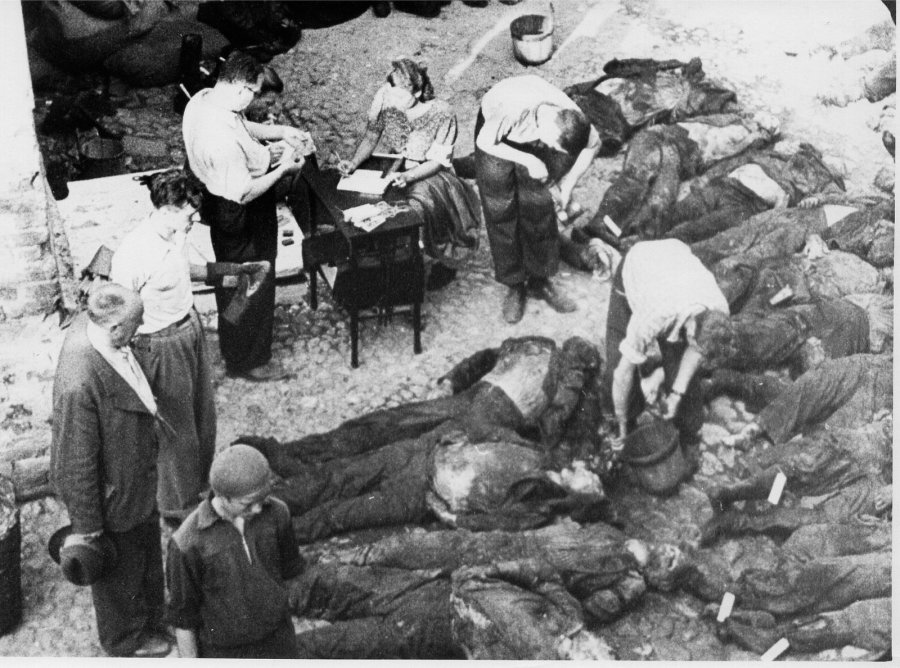
Victime ale NKVD în Tartu, Estonia

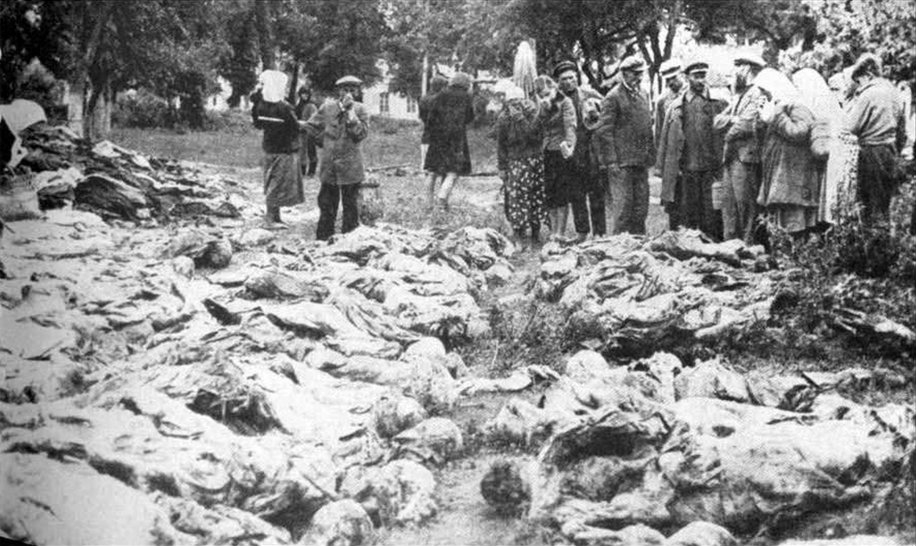
Oameni care își caută rudele ucise de NKVD în Vinnîția, Ucraina

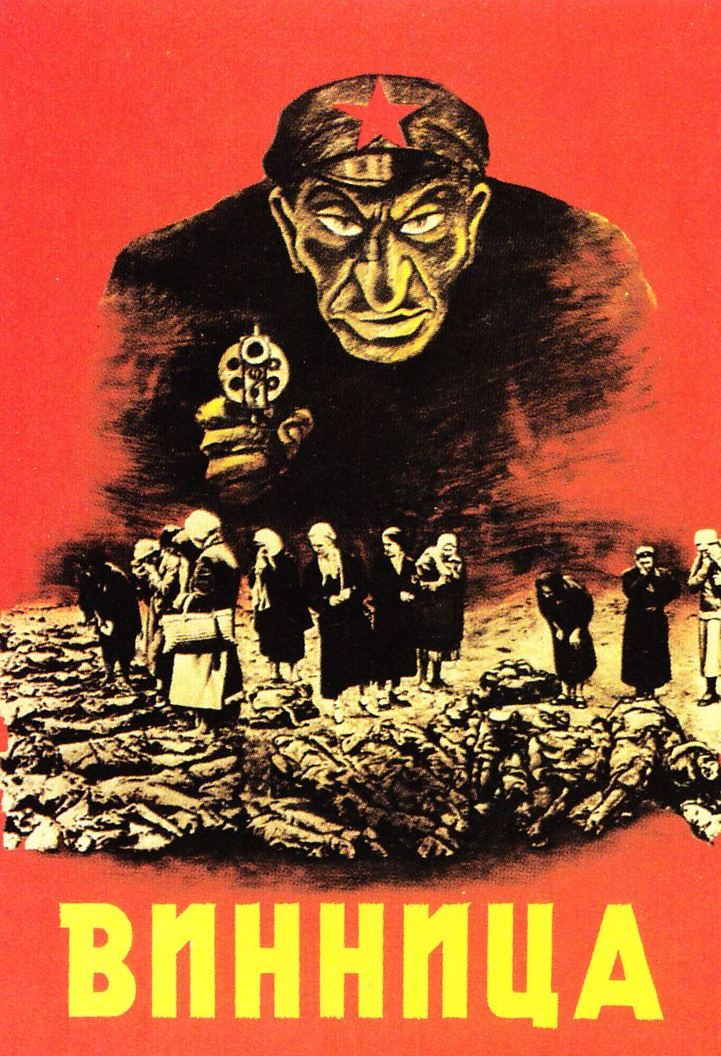
Oameni care își caută rudele ucise de NKVD - Afiș de propagandă germană antisovietică și antievreiască în Polonia și Ucraina în 1943

Prezentăm mai jos lista masacrelor care au avut loc în fosta Uniunea Sovietică. Pentru masacrele care au avut loc în țările care au fost odată parte din Uniunea Sovietică, vezi lista masacrelor din fiecare țară. 
| Nume                                                                | Data                       | Loc                                                | Număr morți       | Note                                                                                               |
| ------------------------------------------------------------------- | -------------------------- | -------------------------------------------------- | ----------------- | -------------------------------------------------------------------------------------------------- |
| Execuția familiei Romanov (familia ultimului țar al Imperiului Rus) | 16-17 iulie 1918           | Ekaterinburg                                       | 11                | Bolșevicii au justificat că Armata Albă ar fi venit să-i scape. URSS a negat implicarea lui Lenin. |
| Teroarea Roșie                                                      | 1918–1922                  | În toată Uniunea Sovietică                         | 100,000–200,000   | Pentru reprimarea și suprimarea rezistenței cu arma în mână.                                       |
| Prima Descazacizare                                                 | 1919–1920                  | Regiunile Don și Kuban                             | Sute de mii       | Etnocid                                                                                            |
| Case Spring                                                         | 1930–1931                  | Rusia                                              | 3,000+            | Peste o mie numai în St. Petersburg.Prima epurare condusă de Stalin.                               |
| Marea Epurare                                                       | 1936–1938                  | În toată Uniunea Sovietică                         | 681,692–1,200,000 | Ordonată de Stalin.                                                                                |
| Operația poloneză a NKVD-ului                                       | august 1937–noiembrie 1938 | În toată Uniunea Sovietică                         | 111,091           | Cea mai mare epurare etnică din timpul Marii Epurări.                                              |
| Sandarmoh                                                           | 1937–1938                  | Sandarmoh, Carelia                                 | 9,000             | Execuția în masă a prizonierilor de război                                                         |
| Masacrul de la Vinița                                               | 1937–1938                  | Vinița, Ucraina                                    | 11,000            | |
| Mormintele comune de la Tatarka                                     | 1937–1938 și 1940          | Prîlîmanske, lângă Odesa                           | 3,500–5,000       | |
| Masacrul din pădurea Katîn                                          | aprilie–mai 1940           | Pădurea Katîn, Închisorile din Kalinin și Harkov   | 22,000            | Execuții în masă a ofițerilor și soldaților polonezi prizonieri de către NKVD.                     |
| Masacrul de la Fântâna Albă                                         | 1 aprilie, 1941            | Nordul Bucovinei                                   | 200–2,000         | Oameni din foarte multe sate voiau să fugă din Uniunea Sovietică și să treacă frontiera în România |
| Masacre ale NKVD                                                    | iunie–iulie 1941           | Polonia ocupată, Belarus, Ucraina, Statele Baltice | ~100,000          | |
| Masacrul din Haibah                                                 | 27 februarie, 1944         | Cecenia, Uniunea Sovietică                         | 230–700           | În timpul deportărilor cecenilor și ingușeților                                                    |
| Revolta din Vorkuta                                                 | Debut în 19 iulie 1953     | Vorkuta                                            | 42                | |
| Revolta kengiră                                                     | 6 mai–26 iunie 1954        | Kengir                                             | 500–700           | |
| Masacrul din Novocerkassk                                           | 1-2 iunie 1962             | Novocerkassk, Federația Rusă                       | 26                | |
| Masacrul din Ieltoqsan                                              | 16-19 decembrie 1986       | Alma-Ata, RSS Kazahă SSR                           | 168-200           | |
| Pogromul din Sumgait                                                | 26 februarie-1 martie 1988 | Sumgait, RSS Azerbaidjană                          | 32                | |
| Masacrul din Tbilisi                                                | 9 aprilie 1989             | Tbilisi, Georgia                                   | 20                | Civili omorâți sau răniți cu cazmalele de către soldați                                            |
| Ianuarie Negru                                                      | 19-20 ianuarie 1990        | Baku, Azerbaidjan                                  | 133-137           | în azeră: Qara Yanvar                                                                              |
| Evenimentele din ianuarie                                           | 11-13 ianuarie 1991        | Vilnius, Lituania                                  | 15                | |